# Хьюстон Кометс
«Хью́стон Ко́метс» (англ. Houston Comets) — американская профессиональная женская баскетбольная команда, которая выступала в Западной конференции Женской национальной баскетбольной ассоциации (ЖНБА). Команда базировалась в городе Хьюстон (штат Техас) и являлась одной из восьми команд-основательниц ЖНБА. «Хьюстон Кометс» становились победителями первенства в первых четырёх сезонах существования лиги и по количеству чемпионских титулов до сих пор являются рекордсменами лиги, правда команды «Миннесота Линкс» и «Сиэтл Шторм» также имеют по четыре титула, но выиграли они их за более продолжительное время. Команда выступала до 2008 года, но из-за нехватки финансирования была объявлена банкротом и прекратила своё существование 1 декабря, а позже она была расформирована на драфте распределения, который прошёл 8 декабря в формате селекторного совещания.
За время существования клуба в нём выступали такие известные баскетболистки, как Синтия Купер (первый двукратный самый ценный игрок ЖНБА), Жанет Аркейн, Шеннон Джонсон, Ребекка Лобо, Эдвиж Лоусон, Мишель Сноу, Тина Томпсон, Эдриэнн Гудсон, Санчо Литтл, Ким Перрот, Дженнифер Риззотти, Шерил Свупс (первый трёхкратный MVP), Кара Уолтерс, Дон Стэйли, Тари Филлипс и Тамека Диксон.

## История

### Чемпионские годы (1997—2000)
«Кометс» были одним из восьми клубов-основателей женской НБА и в дебютном сезоне лиги стали чемпионами, одержав победу в финале над «Нью-Йорк Либерти». После расширения лиги в межсезонье, команда перешла из Восточной конференции в Западную. Сезон же 1998 года она закончила с результатом 27-3, а её процент выигранных матчей (90 %) до сих пор является рекордом ЖНБА. В плей-офф «Кометс» вновь дошли до финала, где второй сезон подряд одержали победу, на этот раз над «Финикс Меркури». В сезоне 1999 года «Кометс» во главе с Синтией Купер, Шерил Свупс и Тиной Томпсон в третий раз подряд стали чемпионами ЖНБА, победив в финале как и два года назад «Нью-Йорк Либерти». Однако тот сезон не прошёл без плохих новостей для команды, которая потеряла одного из своих игроков в самом конце регулярного чемпионата. 19 августа 1999 года от рака умерла защитник команды, Ким Перрот, в честь которой со следующего сезона стала называться одна из наград ассоциации. В 2000 году «Кометс» выиграли свой четвёртый чемпионский титул в истории, вновь оказавшись сильнее «Нью-Йорк Либерти».

### Перестройка команды (2001—2006)
В 2001 году Купер завершила свою игровую карьеру и «Хьюстон» без своего лидера показал в чемпионате результат 19-13, вышел в плей-офф, где в первом раунде проиграл будущему победителю «Лос-Анджелес Спаркс». В следующем сезоне, несмотря на то, что Свупс пропустила большую часть сезона из-за травмы, «Кометс» одержали 24 победы в регулярном чемпионате, однако вновь проиграли в первом раунде, на этот раз «Юте Старз». Та же история повторилась и в 2003 году, когда в первом раунде плей-офф «Кометс» уступили «Сакраменто Монархс». В 2004 же году «Кометс» закончили чемпионат с результатом 13-21 и впервые в своей истории не попали в постсезонные игры. В следующем году ситуация немного улучшилась. «Хьюстон» вновь вышел в плей-офф, где в первом раунде обыграл действующего чемпиона «Сиэтл Шторм», но уступил будущему чемпиону лиги «Сакраменто Монархс». В следующем году команда вновь вышла в плей-офф, причём постсезонные игры 2006 года стали последними в истории клуба. В межсезонье в команде произошли кардинальные изменения — в октябре 2006 года владелец «Кометс» Лесли Александер объявил о продаже клуба, а в январе 2007 года главный тренер Ван Ченселлор объявил о своей отставке.

## Участия в финалах ЖНБА
Команда «Хьюстон Кометс» принимала участие в четырёх финальных сериях ЖНБА, одержав победу во всех из них.
| Сезон | Соперник         | Результат | Счёт                | Место проведения      |
| ----- | ---------------- | --------- | ------------------- | --------------------- |
| 1997  | Нью-Йорк Либерти | Победа    | 65:51 (1:0 в серии) | Компак-центр, Хьюстон |
| 1998  | Финикс Меркури   | Победа    | 80:71 (2:1 в серии) | Компак-центр, Хьюстон |
| 1999  | Нью-Йорк Либерти | Победа    | 59:47 (2:1 в серии) | Компак-центр, Хьюстон |
| 2000  | Нью-Йорк Либерти | Победа    | 79:73 (2:0 в серии) | Компак-центр, Хьюстон |

## Протокол сезонов ЖНБА
| Сезон          | Конференция    | Место          | Регулярный чемпионат | Регулярный чемпионат | Регулярный чемпионат | Плей-офф | Тренер                                                       | Ссылки                                                       |
| Сезон          | Конференция    | Место          | Победы               | Поражения            | Процент              | Плей-офф | Тренер                                                       | Ссылки                                                       |
| Хьюстон Кометс | Хьюстон Кометс | Хьюстон Кометс | Хьюстон Кометс       | Хьюстон Кометс       | Хьюстон Кометс       | Хьюстон Кометс | Хьюстон Кометс                                               | Хьюстон Кометс                                               |
| -------------- | -------------- | -------------- | -------------------- | -------------------- | -------------------- | --- | ------------------------------------------------------------ | ------------------------------------------------------------ |
| 1997           | Восточная      | 1-е            | 18                   | 10                   | 64,3                 | Выиграла в полуфинале у «Стинг» со счётом 70:54 Выиграла в финале у «Либерти» со счётом 65:51                                                                  | Ван Ченселлор                                                | [ 6 ]                                                        |
| 1998           | Западная       | 1-е            | 27                   | 3                    | 90,0                 | Выиграла в полуфинале у «Стинг» со счётом 2:0 Выиграла в финале у «Меркури» со счётом 2:1                                                                      | Ван Ченселлор                                                | [ 7 ]                                                        |
| 1999           | Западная       | 1-е            | 26                   | 6                    | 81,3                 | Выиграла в финале конференции у «Спаркс» со счётом 2:1 Выиграла в финале у «Либерти» со счётом 2:1                                                             | Ван Ченселлор                                                | [ 8 ]                                                        |
| 2000           | Западная       | 2-е            | 27                   | 5                    | 84,4                 | Выиграла в полуфинале конференции у «Монархс» со счётом 2:0 Выиграла в финале конференции у «Спаркс» со счётом 2:0 Выиграла в финале у «Либерти» со счётом 2:0 | Ван Ченселлор                                                | [ 9 ]                                                        |
| 2001           | Западная       | 4-е            | 19                   | 13                   | 59,4                 | Проиграла в полуфинале конференции «Спаркс» со счётом 0:2 | Ван Ченселлор                                                | [ 10 ]                                                       |
| 2002           | Западная       | 2-е            | 24                   | 8                    | 75,0                 | Проиграла в полуфинале конференции «Старз» со счётом 1:2 | Ван Ченселлор                                                | [ 11 ]                                                       |
| 2003           | Западная       | 2-е            | 20                   | 14                   | 58,8                 | Проиграла в полуфинале конференции «Монархс» со счётом 1:2 | Ван Ченселлор                                                | [ 12 ]                                                       |
| 2004           | Западная       | 6-е            | 13                   | 21                   | 38,2                 | Не квалифицировалась в плей-офф | Ван Ченселлор                                                | [ 13 ]                                                       |
| 2005           | Западная       | 3-е            | 19                   | 15                   | 55,9                 | Выиграла в полуфинале конференции у «Шторм» со счётом 2:1 Проиграла в финале конференции «Монархс» со счётом 0:2                                               | Ван Ченселлор                                                | [ 14 ]                                                       |
| 2006           | Западная       | 3-е            | 18                   | 16                   | 52,9                 | Проиграла в полуфинале конференции «Монархс» со счётом 0:2 | Ван Ченселлор                                                | [ 15 ]                                                       |
| 2007           | Западная       | 5-е            | 13                   | 21                   | 38,2                 | Не квалифицировалась в плей-офф | Карлин Томпсон                                               | [ 16 ]                                                       |
| 2008           | Западная       | 5-е            | 17                   | 17                   | 50,0                 | Не квалифицировалась в плей-офф | Карлин Томпсон                                               | [ 17 ]                                                       |
| Регулярки      | Регулярки      | Регулярки      | 241                  | 149                  | 61,8                 | 4 титула победителя Восточной (1) и Западной (3) конференций                                                                                                   | 4 титула победителя Восточной (1) и Западной (3) конференций | 4 титула победителя Восточной (1) и Западной (3) конференций |
| Плей-офф       | Плей-офф       | Плей-офф       | 20                   | 14                   | 58,8                 | 4 титула победителя турнира женской НБА | 4 титула победителя турнира женской НБА                      | 4 титула победителя турнира женской НБА                      |

## Статистика игроков
| Сезоны | Лучшие игроки команды по пяти главным статистическим показателям | Лучшие игроки команды по пяти главным статистическим показателям | Лучшие игроки команды по пяти главным статистическим показателям | Лучшие игроки команды по пяти главным статистическим показателям | Лучшие игроки команды по пяти главным статистическим показателям | Ссылки |
| Сезоны | PPG                                                              | RPG                                                              | APG                                                              | SPG                                                              | BPG                                                              | Ссылки |
| ------ | ---------------------------------------------------------------- | ---------------------------------------------------------------- | ---------------------------------------------------------------- | ---------------------------------------------------------------- | ---------------------------------------------------------------- | ------ |
| 1997   | Синтия Купер (22,2)[a]                                           | Тина Томпсон (6,5)                                               | Синтия Купер (4,7)                                               | Ким Перрот (2,5)                                                 | Тина Томпсон (1,0)                                               | [ 6 ]  |
| 1998   | Синтия Купер (22,7)                                              | Тина Томпсон (7,1)                                               | Ким Перрот (4,7)                                                 | Ким Перрот (2,8)                                                 | Тина Томпсон (0,9)                                               | [ 7 ]  |
| 1999   | Синтия Купер (22,1)                                              | Тина Томпсон (6,4)                                               | Синтия Купер (5,2)                                               | Шерил Свупс (2,4)                                                | Шерил Свупс (1,4)                                                | [ 8 ]  |
| 2000   | Шерил Свупс (20,7)                                               | Тина Томпсон (7,7)                                               | Синтия Купер (5,0)                                               | Шерил Свупс (2,8)                                                | Шерил Свупс (1,1)                                                | [ 9 ]  |
| 2001   | Тина Томпсон (19,3)                                              | Тина Томпсон (7,8)                                               | Коквис Вашингтон (3,8)                                           | Коквис Вашингтон (2,2)                                           | Тина Томпсон (0,7)                                               | [ 10 ] |
| 2002   | Шерил Свупс (18,5)                                               | Тина Томпсон (7,5)                                               | Шерил Свупс (3,3)                                                | Шерил Свупс (2,8)                                                | Мишель Сноу (0,8)                                                | [ 11 ] |
| 2003   | Тина Томпсон (16,9)                                              | Мишель Сноу (7,7)                                                | Синтия Купер (5,5) Шерил Свупс (3,9)[b]                          | Шерил Свупс (2,5)                                                | Мишель Сноу (1,8)                                                | [ 12 ] |
| 2004   | Тина Томпсон (20,0)                                              | Мишель Сноу (7,7)                                                | Шерил Свупс (2,9)                                                | Шерил Свупс (1,5)                                                | Мишель Сноу (1,1)                                                | [ 13 ] |
| 2005   | Шерил Свупс (18,6)                                               | Мишель Сноу (6,8)                                                | Шерил Свупс (4,3)                                                | Шерил Свупс (2,0)                                                | Мишель Сноу (1,2)                                                | [ 14 ] |
| 2006   | Тина Томпсон (18,7)                                              | Мишель Сноу (7,9)                                                | Дон Стэйли (3,9)                                                 | Шерил Свупс (2,1)                                                | Мишель Сноу (1,1)                                                | [ 15 ] |
| 2007   | Тина Томпсон (18,8)                                              | Мишель Сноу (6,8)                                                | Шерил Свупс (3,7) Тамека Диксон (3,2)[c]                         | Амшету Майга (1,7)                                               | Мишель Сноу (1,0)                                                | [ 16 ] |
| 2008   | Тина Томпсон (18,1)                                              | Тина Томпсон (6,9)                                               | Шеннон Джонсон (5,1)                                             | Шеннон Джонсон (1,6)                                             | Санчо Литтл (1,0)                                                | [ 17 ] |

- a  Жирным шрифтом выделен игрок, который выиграл в этом сезоне ту или иную номинацию.
- b  В этом сезоне Синтия Купер стала лучшей в клубе по среднему показателю за игру (5,5), но провела всего 4 игры из 34, поэтому её результат не учитывался при распределении мест в этой номинации, а если результат Купер не учитывался, то первое место среди игроков «Кометс» заняла Шерил Свупс, показатель которой составил 3,9 передачи в среднем за игру[12].
- c  В этом сезоне Шерил Свупс стала лучшей в клубе по среднему показателю за игру (3,7), но провела всего 3 игры из 34, поэтому её результат не учитывался при распределении мест в этой номинации, а если результат Свупс не учитывался, то первое место среди игроков «Кометс» заняла Тамека Диксон, показатель которой составил всего 3,2 передачи в среднем за игру[16].

## Состав в сезоне 2009
| \| Поз. \| № \| Гражд. \| Имя \| Дата рождения (возраст) \| Рост \| Вес \| Звание \| \| ---- \| -- \| ------ \| -------------- \| ------------------------- \| ------ \| ----- \| ------ \| \| З/Ф \| 0 \| \| Латаша Байерс \| 12 августа 1973 (51 год) \| 180 см \| 93 кг \| \| \| З \| 1 \| \| Мати Аджавон \| 7 мая 1986 (39 лет) \| 173 см \| 72 кг \| \| \| Ц \| 2 \| \| Мишель Сноу \| 20 марта 1980 (45 лет) \| 196 см \| 65 кг \| \| \| З \| 4 \| \| Мвади Мабика \| 27 июля 1976 (48 лет) \| 180 см \| 74 кг \| \| \| З \| 5 \| \| Эрика Уайт \| 26 августа 1986 (38 лет) \| 160 см \| 61 кг \| \| \| Ф \| 7 \| \| Тина Томпсон \| 10 февраля 1975 (50 лет) \| 188 см \| 80 кг \| \| \| Ф \| 8 \| \| Мисти Басс \| 2 декабря 1983 (41 год) \| 190 см \| 85 кг \| \| \| З \| 15 \| \| Роника Ходжес \| 19 июля 1982 (42 года) \| 180 см \| 74 кг \| \| \| З \| 17 \| \| Секвойя Холмс \| 13 июня 1986 (39 лет) \| 185 см \| 70 кг \| \| \| З \| 20 \| \| Тамека Диксон \| 14 декабря 1975 (49 лет) \| 175 см \| 67 кг \| \| \| Ф/Ц \| 21 \| \| Санчо Литтл \| 20 сентября 1983 (41 год) \| 196 см \| 79 кг \| \| \| З \| 41 \| \| Шеннон Джонсон \| 18 августа 1974 (50 лет) \| 170 см \| 68 кг \| \| \| Ф \| 99 \| \| Амшету Майга \| 25 апреля 1978 (47 лет) \| 188 см \| 75 кг \| \| | Главный тренер - Карлин Томпсон Ассистенты тренера - Райан Вайзенберг - Лори Бёрд - Кортни Уотсон - Вирджил Кэмпбелл Легенда - (К) — Капитан команды Последнее изменение: 6 октября 2008 года |               |                |                           |        |       |        |
| Поз. | № | Гражд.        | Имя            | Дата рождения (возраст)   | Рост   | Вес   | Звание |
| З/Ф | 0 | Флаг США      | Латаша Байерс  | 12 августа 1973 (51 год)  | 180 см | 93 кг |        |
| З | 1 | Флаг США      | Мати Аджавон   | 7 мая 1986 (39 лет)       | 173 см | 72 кг |        |
| Ц | 2 | Флаг США      | Мишель Сноу    | 20 марта 1980 (45 лет)    | 196 см | 65 кг |        |
| З | 4 | Флаг ДР Конго | Мвади Мабика   | 27 июля 1976 (48 лет)     | 180 см | 74 кг |        |
| З | 5 | Флаг США      | Эрика Уайт     | 26 августа 1986 (38 лет)  | 160 см | 61 кг |        |
| Ф | 7 | Флаг США      | Тина Томпсон   | 10 февраля 1975 (50 лет)  | 188 см | 80 кг |        |
| Ф | 8 | Флаг США      | Мисти Басс     | 2 декабря 1983 (41 год)   | 190 см | 85 кг |        |
| З | 15 | Флаг США      | Роника Ходжес  | 19 июля 1982 (42 года)    | 180 см | 74 кг |        |
| З | 17 | Флаг США      | Секвойя Холмс  | 13 июня 1986 (39 лет)     | 185 см | 70 кг |        |
| З | 20 | Флаг США      | Тамека Диксон  | 14 декабря 1975 (49 лет)  | 175 см | 67 кг |        |
| Ф/Ц | 21 | Флаг Испании  | Санчо Литтл    | 20 сентября 1983 (41 год) | 196 см | 79 кг |        |
| З | 41 | Флаг США      | Шеннон Джонсон | 18 августа 1974 (50 лет)  | 170 см | 68 кг |        |
| Ф | 99 | Флаг Мали     | Амшету Майга   | 25 апреля 1978 (47 лет)   | 188 см | 75 кг |        |

## Главные тренеры
| Тренер         | Сезоны    | Победы и поражения (процент) | Победы и поражения (процент) | Ссылки |
| Тренер         | Сезоны    | Регулярка                    | Плей-офф                     | Ссылки |
| -------------- | --------- | ---------------------------- | ---------------------------- | ------ |
| Ван Ченселлор  | 1997—2006 | 211-111 (65,5)               | 20-14 (58,8)                 | [ 18 ] |
| Карлин Томпсон | 2007—2008 | 30-38 (44,1)                 | 0-0 (0,0)                    | [ 19 ] |
| Всего          |           | 241-149 (61,8)               | 20-14 (58,8)                 |        |

## Владельцы клуба
- Лесли Александер (1997—2006)
- Хилтон Кох (2007—2008)
- Женская НБА (2008)

## Генеральные менеджеры
- Кэрролл Доусон (1997—2007)
- Карлин Томпсон (2007—2008)

## Зал славы баскетбола
| Игрок        | Позиция                             | Карьера в команде | Год включения | Ссылки |
| ------------ | ----------------------------------- | ----------------- | ------------- | ------ |
| Синтия Купер | Атакующий защитник                  | (1997—2000, 2003) | 2010          | [ 20 ] |
| Дон Стэйли   | Разыгрывающий защитник              | (2005—2006)       | 2013          | [ 21 ] |
| Шерил Свупс  | Лёгкий форвард / Атакующий защитник | (1997—2007)       | 2016          | [ 22 ] |
| Ребекка Лобо | Центровая                           | (2002)            | 2017          | [ 23 ] |
| Тина Томпсон | Лёгкий форвард                      | (1997—2008)       | 2018          | [ 24 ] |

## Зал славы женского баскетбола
| Игрок              | Позиция                             | Карьера в команде | Год включения | Ссылки |
| ------------------ | ----------------------------------- | ----------------- | ------------- | ------ |
| Синтия Купер       | Атакующий защитник                  | (1997—2000, 2003) | 2009          | [ 25 ] |
| Ребекка Лобо       | Центровая                           | (2002)            | 2010          | [ 26 ] |
| Дон Стэйли         | Разыгрывающий защитник              | (2005—2006)       | 2012          | [ 27 ] |
| Дженнифер Риззотти | Разыгрывающий защитник              | (1999—2000)       | 2013          | [ 28 ] |
| Жанет Аркейн       | Атакующий защитник                  | (1997—2003, 2005) | 2015          | [ 29 ] |
| Шерил Свупс        | Лёгкий форвард / Атакующий защитник | (1997—2007)       | 2017          | [ 30 ] |
| Кара Уолтерс       | Центровая                           | (1999)            | 2017          | [ 31 ] |
| Тина Томпсон       | Лёгкий форвард                      | (1997—2008)       | 2018          | [ 32 ] |

## Зал славы ФИБА
| Игрок        | Позиция            | Карьера в команде | Год включения | Ссылки |
| ------------ | ------------------ | ----------------- | ------------- | ------ |
| Жанет Аркейн | Атакующий защитник | (1997—2003, 2005) | 2019          | [ 33 ] |

## Индивидуальные и командные награды
| Награды[d]                  | Игроки, тренеры и сезоны                                    | Ссылки        |
| --------------------------- | ----------------------------------------------------------- | ------------- |
| Чемпионка ЖНБА              | 4 (1997, 1998, 1999 и 2000)                                 | [ 34 ]        |
| Финал ЖНБА                  | 4 (1997, 1998, 1999 и 2000)                                 |               |
| Плей-офф ЖНБА               | 9 (1997, 1998, 1999, 2000, 2001, 2002, 2003, 2005 и 2006)   |               |
| MVP ЖНБА                    | Синтия Купер (1997 и 1998), Шерил Свупс (2000, 2002 и 2005) | [ 35 ]        |
| MVP финала ЖНБА             | Синтия Купер (1997, 1998, 1999 и 2000)                      | [ 36 ]        |
| MVP ASG ЖНБА                | Тина Томпсон (2000), Шерил Свупс (2005)                     | [ 37 ] [ 38 ] |
| Лучший игрок обороны        | Шерил Свупс (2000, 2002 и 2003)                             | [ 39 ]        |
| Самый прогрессирующий игрок | Жанет Аркейн (2001), Мишель Сноу (2003)                     | [ 40 ]        |
| Спортивное поведение        | Дон Стэйли (2006)                                           | [ 41 ]        |
| Лучший шестой игрок         | нет                                                         | [ 42 ]        |
| Лидерские качества          | нет                                                         | [ 43 ]        |
| Лучший новичок              | нет                                                         | [ 44 ]        |
| Лучший тренер               | Ван Ченселлор (1997, 1998 и 1999)                           | [ 45 ]        |

- d  В таблицу включены лишь те призы, которыми награждались игроки за время существования команды.

## Закреплённые номера
| Закреплённые номера | Закреплённые номера | Закреплённые номера    | Закреплённые номера | Закреплённые номера |
| Номер               | Игрок               | Позиция                | Годы                | Ссылки              |
| ------------------- | ------------------- | ---------------------- | ------------------- | ------------------- |
| 10                  | Ким Перрот          | Разыгрывающий защитник | (1997—1998)         | [ 46 ]              |
| 14                  | Синтия Купер        | Атакующий защитник     | (1997—2000, 2003)   | [ 47 ]              |

## Известные игроки
- Мати Аджавон
- Жанет Аркейн
- Латаша Байерс
- Октавия Блю
- Амайя Вальдеморо
- Коквис Вашингтон
- Эдриэнн Гудсон
- Тэмми Джексон
- Шеннон Джонсон
- Тамека Диксон
- Синтия Купер
- Доминик Кэнти
- Аманда Ласситер
- Санчо Литтл
- Ребекка Лобо
- Эдвиж Лоусон
- Тиниша Льюис
- Моника Лэмб
- Мвади Мабика
- Амшету Майга
- Асту Н’Диай
- Ким Перрот
- Дженнифер Риззотти
- Шерил Свупс
- Мишель Сноу
- Дон Стэйли
- Тина Томпсон
- Кара Уолтерс
- Юкари Фиггз
- Тари Филлипс
- Соня Хеннинг
- Кедра Холланд-Корн

## Участники матчей всех звёзд
| Год  | Участники матчей всех звёзд                                         | Участники матчей всех звёзд                                         |
| Год  | Стартовый состав                                                    | Резервный состав                                                    |
| ---- | ------------------------------------------------------------------- | ------------------------------------------------------------------- |
| 1999 | Синтия Купер, Шерил Свупс и Тина Томпсон                            |                                                                     |
| 2000 | Синтия Купер, Шерил Свупс и Тина Томпсон                            |                                                                     |
| 2001 | Тина Томпсон и Жанет Аркейн                                         |                                                                     |
| 2002 | Шерил Свупс и Тина Томпсон                                          |                                                                     |
| 2003 | Синтия Купер, Шерил Свупс и Тина Томпсон                            |                                                                     |
| 2004 | Тина Томпсон                                                        | Шерил Свупс                                                         |
| 2005 | Шерил Свупс                                                         | Мишель Сноу                                                         |
| 2006 | Дон Стэйли и Шерил Свупс                                            | Тина Томпсон и Мишель Сноу                                          |
| 2007 | Тина Томпсон                                                        |                                                                     |
| 2008 | Игра не состоялась из-за проведения летних Олимпийских игр в Пекине | Игра не состоялась из-за проведения летних Олимпийских игр в Пекине |